# ESO 510-G13
ESO 510-G13 is een spiraalvormig sterrenstelsel op ongeveer 150 miljoen lichtjaar afstand in het sterrenbeeld Waterslang. De equatoriale stofwolk is sterk vervormd; dit zou erop kunnen wijzen dat ESO 510-G13 een wisselwerking heeft gehad met een ander sterrenstelsel. Als dit het geval is, zou het een uitstekende illustratie zijn van de vervorming die veroorzaakt wordt door Interagerende sterrenstelsels.
Dit sterrenstelsel is in 2001 onderzocht door de Hubble ruimtetelescoop.